# Souesmes
Souesmes – miejscowość i gmina we Francji, w Regionie Centralnym, w departamencie Loir-et-Cher.
Według danych na rok 1990 gminę zamieszkiwało 1135 osób, a gęstość zaludnienia wynosiła 11 osób/km² (wśród 1842 gmin Regionu Centralnego Souesmes plasuje się na 344. miejscu pod względem liczby ludności, natomiast pod względem powierzchni na miejscu 4.).